# Romaschkino (Kaliningrad)
Romaschkino (russisch Ромашкино, deutsch Wallindszen, 1938 bis 1945: Wallinden, litauisch Valindžiai) ist ein verlassener Ort im Rajon Krasnosnamensk der russischen Oblast Kaliningrad.
Die Ortsstelle befindet sich eineinhalb Kilometer südöstlich von Wesnowo (Kussen) und ist über einen Feldweg erreichbar.

## Geschichte

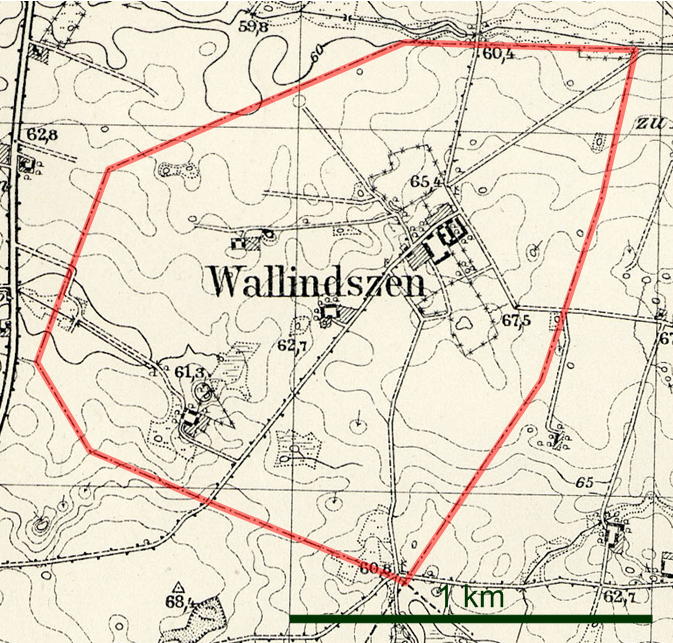
Die Landgemeinde Wallindszen auf einem Messtischblatt von 1933

Der Ort war vor 1590 und in der Folge als Wadinkeinen und Wallinkem bekannt. Um 1780 wurde Wallindszen als königliches Bauerndorf bezeichnet. 1874 wurde die Landgemeinde Wallindszen in den neu gebildeten Amtsbezirk Kussen im Kreis Pillkallen eingegliedert. 1938 wurde Wallindszen in Wallinden umbenannt.
1945 kam der Ort in Folge des Zweiten Weltkrieges mit dem nördlichen Ostpreußen zur Sowjetunion. 1947 erhielt er den russischen Namen Romaschkino und wurde gleichzeitig dem Dorfsowjet Wesnowski selski Sowet im Rajon Krasnosnamensk zugeordnet. Romaschkino wurde vor 1975 aus dem Ortsregister gestrichen.

### Einwohnerentwicklung
| Jahr | Einwohner |
| ---- | --------- |
| 1867 | 42        |
| 1871 | 48        |
| 1885 | 62        |
| 1905 | 62        |
| 1910 | 55        |
| 1933 | 34        |
| 1939 | 30        |

## Kirche
Wallindszen/Wallinden gehörte zum evangelischen Kirchspiel Kussen.